# 安德列斯·賈拉拉加
安德列斯·荷西·帕多凡尼·賈拉拉加（西班牙語：Andrés José Padovani Galarraga，1961年6月18日—），綽號「大貓」，為前美國職棒大聯盟的一壘手，生涯效力過博覽會、紅雀、洛磯、勇士、巨人與天使等隊。賈拉拉加身高191公分，體重107公斤。
賈拉拉加生涯共入選過5次明星賽，各拿下2次金手套獎與銀棒獎。另外他還拿下兩座東山再起獎。

## 職業生涯

### 蒙特婁博覽會
1985年8月23日，賈拉拉加登上大聯盟。不過他在球季最後6週陷入低潮，打擊率不到2成。1986年，賈拉拉加又遭遇膝傷困擾。雖然他進行了膝蓋手術，並在7月回到球場。不過他在一個月後又遭逢肋骨傷勢，並休息一個月。最後他整年的打擊率為2成71，並敲出10轟與42分打點。
1987年，賈拉拉加終於展現他的打擊火力。整季他的打擊率為3成05，並敲出13轟與90分打點。儘管身材高大，但完全不影響賈拉拉加的守備能力。甚至連紅雀總教練都盛讚他是繼吉爾·霍吉斯後最佳的一壘手。
1988年，賈拉拉加繳出3成02的打擊率，並敲出29轟與92分打點。該年他不僅首度入選明星賽，還成為聯盟的安打王與二壘安打王。1989年，賈拉拉加陷入低潮。他的打擊率下滑至2成57，並敲出23轟與85分打點。他還吞下聯盟最多的158次三振。但他在這年敲出生涯首發滿貫砲，還有一次嘗試盜本壘成功。
1990年，賈拉拉加的打擊手感依舊還前一年一樣冰冷。整季打擊率為2成56，並敲出20轟與87分打點。他更是連續三年成為聯盟的被三振王。不過守備方面，他連續兩年拿下金手套獎。他還在這年敲出生涯首支場內全壘打。
1991年，受到傷勢影響，賈拉拉加繳出生涯最糟糕的表現。5月到7月之間，他因為左繩肌緊繃而掛了2個月的傷兵。球隊在此期間，內野53場比賽就發生了43次失誤。這季他的打擊率為2成19，並敲出9轟與33分打點，同時生涯百轟里程碑也在這年達標。球季結束後，球隊將他交易到紅雀，換來Ken Hill。

### 聖路易紅雀
1992年，賈拉拉加與紅雀簽約。但他卻在比賽中被觸身球擊中手腕，導致他幾乎缺席整個上半季。之後他在下半季繳出2成96的打擊率，整季打擊率為2成43，並打回39分打點。他的表現也讓球隊的打擊教練唐·貝勒印象深刻，因此被勒隔年接任洛磯隊總教練後，便遊說球隊趕緊簽下成為自由球員的賈拉拉加。

### 科羅拉多洛磯
1993年，來到洛磯的賈拉拉加整個人脫胎換骨。整季打擊率高達3成70，一舉拿下聯盟打擊王。這年賈拉拉加還因傷缺席42場比賽，但他仍敲出22轟與98分打點。單季有56場比賽敲出單場雙安為聯盟最多。他在MV票選上拿下第10名，並順利奪得國聯東山再起獎。球季結束後，賈拉拉加再進行膝蓋手術。
1994年，他在4月打回30分打點，寫下國聯紀錄。但他在7月28日卻因為右手骨折，導致缺席剩餘比賽。洛磯在缺少賈拉拉加的情況下，原本還能與道奇在國西抗衡，最後輸多勝少退出季後賽競爭行列。整季他的打擊率為3成19，並敲出31轟與85分打點。
1995年6月25日，賈拉拉加連3局開轟，寫下大聯盟紀錄。該年他的打擊率為2成80，並敲出31轟與106分打點。這年洛磯隊陣中就有4位選手單季超過30轟。8月29日，海盜隊的Paul Wagner投出8.2局的無安打比賽，不過最後被賈拉拉加擊出安打破功。
1996年至1998年間，賈拉拉加一共累積411分打點。這三年他平均能繳出3成以上的打擊率，並至少敲出41轟。儘管有人認為洛磯主場庫爾斯球場非常有利於打者，造成賈拉拉加的打擊數據大膨脹，不過他在客場依舊擁有相當程度的打擊火力。
1997年5月31日，賈拉拉加從凱文·布朗手中敲出一支滿貫砲，這支全壘打的飛行距離預估在161公尺到175公尺間。這年球季結束後，球隊為了拉上新秀陶德·希爾頓而將賈拉拉加釋出。隨後他也和勇士簽下3年合約。

### 亞特蘭大勇士
1998年，賈拉拉加在勇士的打擊率為3成05，並敲出44轟與121分打點。他也成為大聯盟首位連兩年在不同球隊敲出單季至少40轟的球員。
1999年春訓，賈拉拉加背部感到不適。但不論訓練員和隊醫做哪種治療，都無法緩解賈拉拉加的身體不適。後來他到亞特蘭大的腫瘤內科進行診斷，發現他的腰椎有一顆被稱作非霍奇金氏淋巴瘤的腫瘤。他為了化療，而決定缺席整個1999年球季。他的隊友Vinny Castilla甚至將背號換成賈拉拉加的14號，來紀念他的抗癌過程。
2000年，賈拉拉加終於重返球場，並在開幕戰敲出致勝全壘打。整季他的打擊率為3成02，並敲出28轟與100分打點。他也再次拿下國聯東山再起獎。
賈拉拉加原本想和勇士簽下兩年合約，不過球團只願意端出一年合約。最後他選擇成為自由球員，並加盟遊騎兵。

### 遊騎兵、巨人與博覽會
轉到美聯的賈拉拉加表現陷入低潮，加上球隊已有明星一壘手拉斐爾·帕梅洛，因此他多半擔任指定打擊與代打。他在遊騎兵的打擊率只有2成35，並敲出10轟與34分打點，因此他在季中被交易到巨人。
2002年，賈拉拉加重返博覽會。隔年他又回到巨人，整季打擊率為3成01，並敲出12轟與42分打點。

### 安那罕天使
2004年，賈拉拉加的癌症復發，因此他接受了為期3週的化療，並住院23天。這年他都待在天使隊的3A，並在9月擴編回到大聯盟。該年他只敲出1轟，也是他生涯第399支全壘打。

### 紐約大都會
2005年，賈拉拉加選擇加盟大都會，並受邀參加春訓。賈拉拉加雖然在春訓敲出3轟，證明自己還有挑戰大聯盟的實力。但他後來仍在3月29日宣布退休，並表示將機會留給年輕人。最終他留下2成88的打擊率，只差一轟就能達成生涯400轟。

## 生涯打擊成績
| 出賽次數 | 打席 | 打數 | 得分 | 安打 | 二安 | 三安 | 全壘打 | 打點 | 盜壘 | 保送 | 三振 | 打擊率 | 上壘率 | 長打率 | OPS  |
| -------- | ---- | ---- | ---- | ---- | ---- | ---- | ------ | ---- | ---- | ---- | ---- | ------ | ------ | ------ | ---- |
| 2257     | 8916 | 8096 | 1195 | 2333 | 444  | 32   | 399    | 1425 | 128  | 583  | 2003 | .288   | .347   | .499   | .846 |

## 外部連結
- 球員資訊和成績在MLB，ESPN ，Retrosheet ，Baseball Reference ，Baseball Reference (Minors) ，Fangraphs ，The Baseball Cube （英文）
- 安德列斯·賈拉拉加在台灣棒球維基館上的頁面（繁體中文）

| 前任： 傑夫·巴格威爾 湯尼·關恩 | 國聯單月最佳球員 1993年6月 1993年9月 | 繼任： 弗瑞德·麥葛里夫 艾利斯·伯克斯 |